# Club des Vingt-deux
Le Club des Vingt-deux est le nom d'un groupe politique de la Révolution française fondé par l'Abbé Sieyès qui se réunissait en 1789 au Palais-Royal.

## Création et objectifs
Ce groupe restreint a été créé par l'Abbé Sieyès avec des membres de la bourgeoisie révolutionnaire et de la noblesse libérale, en partie issus de la loge des neuf sœurs, qu'il réunissait au Club de Valois ouvert le 11 février 1789 au Palais-Royal.

## Sources et bibliographie
- Louis Blanc,  Histoire de la Révolution française, Paris, Librairie du Progrès, page 40.
- Jean Lombard, La Face cachée de l'histoire moderne, Madrid, Éditions Rivadeneyra, 1984, page 225.